# LibraryThing
LibraryThing est une application web de catalogage social destinée à enregistrer et partager des bibliothèques personnelles et des listes de livres. Elle a été mise à la disposition du public le 29 août 2005.
La librairie en ligne AbeBooks a acheté 40 % du capital de LibraryThing en mai 2006. En janvier 2009, le Cambridge Information Group a acquis une part minoritaire de la société, et sa filiale Bowker est devenue le distributeur officiel des librairies.

## Fonctionnalités
La première fonctionnalité de LibraryThing est le catalogage automatique de livres en important des données de vendeurs de livres et de librairies par des connexions Z39.50. Six magasins Amazon fournissent une source de données toute prête (bien que parfois incorrecte). Les librairies sources fournissent des enregistrements MARC et Dublin Core à LibraryThing ; les utilisateurs peuvent importer des informations de plus de 680 bibliothèques, y compris la Bibliothèque du Congrès, la Bibliothèque nationale australienne, le Catalogue national canadien, la British Library, et l'Université Yale.

### Fonctionnalités sociales
Les fonctionnalités sociales de LibraryThing le définissent comme une application Web 2.0. Il a été comparé au gestionnaire de favoris Del.icio.us, au service de musique collaboratif Last.fm, et à Anobii, un autre site de catalogage de livres.

## Publicité
Fin juin 2006, LibraryThing a subi l'effet Slashdot à la suite d'un article du Wall Street Journal.